# 1997–1998-as magyar férfi vízilabda-bajnokság (első osztály)
Az 1997–1998-as magyar férfi vízilabda-bajnokság a kilencvenkettedik magyar vízilabda-bajnokság volt. A bajnokságban tizenkét csapat indult el, a csapatok két kört játszottak. Az alapszakasz után az 1-8. helyezettek play-off rendszerben játszottak a bajnoki címért. A párharcok (a döntő kivételével) az alapszakaszbeli eredményeket is beszámítva 8 pontig tartottak.

## Alapszakasz
| #   | Csapat                   | M  | Gy | D | V  | G+  | G-  | P  |
| --- | ------------------------ | -- | -- | - | -- | --- | --- | -- |
| 1.  | BVSC-Westel              | 22 | 19 | 3 | 0  | 286 | 159 | 41 |
| 2.  | Vasas SC-Plaket          | 22 | 18 | 4 | 0  | 236 | 139 | 40 |
| 3.  | Ferencvárosi TC-Vitalin  | 22 | 14 | 5 | 3  | 207 | 127 | 33 |
| 4.  | Újpesti TE-Office & Home | 22 | 15 | 0 | 7  | 191 | 116 | 30 |
| 5.  | Tabán Trafik-Szegedi VE  | 22 | 13 | 3 | 6  | 180 | 156 | 29 |
| 6.  | Bp. Spartacus            | 22 | 13 | 3 | 6  | 192 | 129 | 29 |
| 7.  | Szolnoki MTE             | 22 | 6  | 3 | 13 | 149 | 201 | 15 |
| 8.  | Kontavill-Szentesi VK    | 22 | 5  | 2 | 15 | 159 | 197 | 12 |
| 9.  | ÚVMK Eger-Egervin        | 22 | 5  | 2 | 15 | 150 | 210 | 12 |
| 10. | MAFC                     | 22 | 5  | 1 | 16 | 119 | 206 | 11 |
| 11. | OSC                      | 22 | 3  | 3 | 16 | 133 | 227 | 9  |
| 12. | Hódmezővásárhelyi VSC    | 22 | 1  | 1 | 20 | 107 | 242 | 3  |

* M: Mérkőzés Gy: Győzelem D: Döntetlen V: Vereség G+: Dobott gól G-: Kapott gól P: Pont

## Rájátszás
Negyeddöntő: BVSC-Westel–Kontavill-Szentesi VK 17–1, 17–6 és Vasas SC-Plaket–Szolnoki MTE 15–4, 15–8 és Ferencvárosi TC-Vitalin–Bp. Spartacus 8–7, 6–5, 5–6, 7–3 és Újpesti TE-Office & Home–Tabán Trafik-Szegedi VE 9–5, 8–9, 15–14
Elődöntő: BVSC-Westel–Újpesti TE-Office & Home 7–6, 8–2 és Vasas SC-Plaket–Ferencvárosi TC-Vitalin 4–7, 8–7, 7–10, 8–7, 9–10, 12–11
Döntő: BVSC-Westel–Vasas SC-Plaket 10–9, 7–6

## A góllövőlista élmezőnye
|     | Gól | Játékos          | Csapat      |
| --- | --- | ---------------- | ----------- |
| 1.  | 57  | Varga II. Zsolt  | Szolnok     |
| 2.  | 55  | Bárány Attila    | Spartacus   |
| 3.  | 49  | Märcz Tamás      | BVSC        |
| 4.  | 45  | Tóth Frank       | Vasas       |
| 5.  | 44  | Gál András       | Újpesti TE  |
|     | 44  | Tóth Imre        | Spartacus   |
| 7.  | 43  | Molnár Tamás     | Szeged      |
| 8.  | 42  | Matajsz Márk     | Ferencváros |
| 9.  | 39  | Dongó László     | Szentes     |
| 10. | 38  | Petrovics Mátyás | OSC         |